# يا حبايب (ألبوم)
يا حبايب هو الألبوم الأول للمطربة نجوى كرم وصدر في عام 1989 وقد احتوى الألبوم على سبع أغاني كلها باللهجة اللبنانية.

## الأغاني
1. يا حبايب
2. ويقولوا رجوعو قريب
3. خلي كتفك عكتفي
4. ما بدي عيونك
5. دقي دقي يا طبول
6. الحق عليي
7. بلديات